# جسی واسالو
جسی واسالو (به انگلیسی: Jesse Vassallo) (زادهٔ ۹ اوت ۱۹۶۱) شناگر اهل ایالات متحده آمریکا است.